# Prima monarchia di Roma
Per prima monarchia di Roma si intende il periodo dei primi quattro re di Roma (Romolo, Numa Pompilio, Tullo Ostilio, Anco Marzio) di origine latino-sabina, che regnarono, secondo la tradizione, dal 753 al 616 a.C.
Qui verranno affrontati i principali aspetti sociali, le prime istituzioni, l'economia del periodo, la prima organizzazione militare, le prime forme di arte, cultura, lo sviluppo urbanistico della città, ecc..

## Società

### Familiae,gentes,pagietribus
I primi Romani furono organizzati in Gens fin dal principio. Queste divisioni erano comuni alla maggior parte delle popolazioni indoeuropee. Ogni gens era l'insieme di alcune famiglie, ognuna delle quali viveva sotto un patriarca, chiamato pater familias (padre). Ogni gens era un'unità che si autogovernava, ed ogni membro della famiglia aveva gli stessi diritti, le stesse responsabilità di tutti gli altri membri. La forma di governo interno era di tipo democratico, quando ogni membro aveva diritto di voto, oppure aristocratico, quando solo un gruppo di persone della gens, i più anziani, avevano diritto di decidere. La più piccola unità politica Indo-Europeo era costituito da un insieme di gentes, ed era chiamato pagus, che spesso si aggregava e fortificava su un'arx.
Ogni pagus poteva, pertanto, avere un ordinamento democratico o aristocratico. Tempo prima della stessa fondazione di Roma un gruppo di pagi si aggregò in una federazione, dove la città di Alba Longa rappresentò un punto di incontro. Ad un certo punto poi, la sede di questa confederazione cambiò sede e si trasferì da Alba Longa a Roma. Il primo insediamento dei Romani sembra che fosse sulla riva sinistra del Tevere, a circa 24 km dalla foce del grande fiume. I primi insediamenti indipendenti furono probabilmente posti sul colle Palatino, mentre pagi indipendenti sorsero su altri vicini colli come il Quirinale, l'Esquilino, il Campidoglio ed il Celio. Sulla sommità di tutti questi colli vide nascere una piccola cittadella, utilizzata per proteggerne i suoi abitanti. Poi in un periodo successivo questi insediamenti si fusero insieme nella città di Roma. E probabilmente in questo stesso periodo Roma si espanse verso sud e lungo la riva sinistra del Tevere fino alla foce.
Durante questo primo periodo regio, dei primi quattro re, le basi politiche della città furono poste nella divisione della popolazione in "curie", mentre Senato (consiglio degli anziani) e le assemblee furono istituzionalizzate.
Fu Romolo per primo a dividere la popolazione della Roma quadrata nelle tre tribù, ciascuno corrispondente ad un differente gruppo etnico, dei Ramnes, Tities e Luceres. I Ramnes erano probabilmente latini, abitanti degli insediamenti collinari; il secondo gruppo dei Tities, era costituito da insediamenti sabini e fu integrato nei primi; i Luceres, potrebbe invece rappresentare gli insediamenti etruschi. Le famiglie poi che appartenevano ad uno di questi gruppi etnici erano le prime famiglie "patrizie". Nel tentativo, quindi, di migliorare il livello di organizzazione alla città, queste famiglie patrizie furono divise nelle cosiddette "curie" (dal latino coviria, riunione di uomini; cfr. comizi curiati). Infatti i Ramnes furono divisi in dieci curiae, come pure i Tities ed i Luceres.
E così le tribù originarie della Roma antica, erano raggruppamenti sociali in cui erano inquadrati tutti i cittadini romani e dove ciascuna tribù era costituita da dieci curie. Ogni tribù aveva come capo un tribunus, ed era formata da 10 fratrie o curie. Le tre tribù insieme formavano un complesso di un centinaio di gentes originarie.
Aggiungiamo che all'interno di una singola tribus vi erano delle gentes originarie, ovvero una sorta di arcaici clan familiari romani che sarebbero esistiti al momento della nascita di Roma. Secondo lo storico Tito Livio, al tempo della fondazione di Roma sarebbe avvenuta la federazione di un gruppo di clan preesistenti sotto l'azione unificatrice di Romolo, a cui si aggiunsero (per le vicende conseguenti al ratto delle sabine) molte famiglie venute al seguito di Tito Tazio, realizzando la fusione del popolo romano con quello dei Sabini. Secondo Tito Livio le gentes originarie sarebbero state un centinaio, distribuite nelle tre antiche Tribù dei Ramnes, dei Tities, e dei Luceres. Secondo questa interpretazione Roma sarebbe sorta dall'integrazione di ben tre popoli: Latini, Sabini ed Etruschi.
Fu solo con il re Servio Tullio (nel VI secolo a.C.), che la popolazione di Roma fu divisa in cinque classi, secondo il censo ed in centurie. In questo modo stabiliva poi di dividere la popolazione romana in quattro tribù urbane, stabilite quindi su base territoriale ed in cui si poteva entrare solo avendo possedimenti terrieri nella zona, quindi ciò escludeva a priori la plebe.

### Strumenti e forma di governo

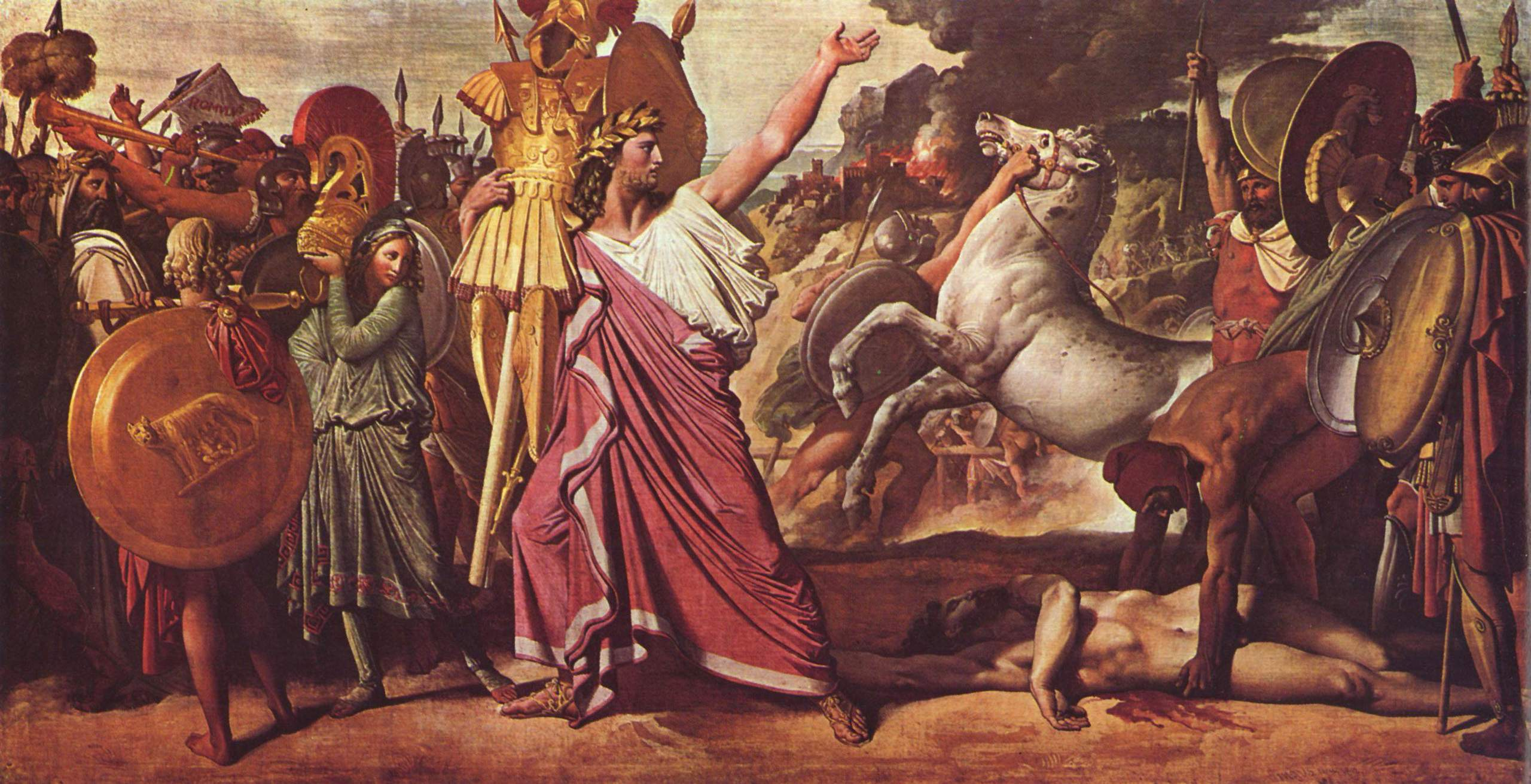
Romolo, il primo rex, uccisore di Acrone, porta le sue spoglie al tempio di Giove dipinto di Jean-Auguste-Dominique Ingres, 1812.

Come abbiamo visto sopra, alcune gens erano governate in modo democratico, con i singoli membri del clan in qualità di elettori, ed altre in modo aristocratico, attraverso un consiglio di anziani del clan. Quando questi clan si fusero per formare una comunità comune, entrambi i metodi furono utilizzati per governare la comunità:
- Il mezzo attraverso il quale i primi Romani espressero i loro impulsi democratici era quello dei comitia ("comitato" o assemblea). Le prime due assemblee furono i Comitia curiata ed i Comitia calata. Le assemblee rappresentavano, pertanto, le tendenze democratiche di alcune delle loro prime gentes. Per meglio riflettere la forma di democrazia diretta, utilizzata inizialmente da alcune gentes, le due assemblee furono create per rispecchiare le divisioni etniche della città attraverso le tre tribù e le trenta curiae.
- Il mezzo attraverso il quale i Romani esprimevano poi i loro impulsi aristocratici era, invece, un consiglio di anziani della città. Considerando che il consiglio di ogni gens era formato da anziani provenienti dalle famiglie più importanti, il consiglio della città fu creato con gli anziani delle principali gentes cittadine a cui fu dato il nome di senato romano.[17] Gli anziani erano poi chiamati patres ("padri"), divenendo di fatto i primi senatori romani. Il popolo e il Senato poi riconobbero la necessità di eleggere un unico leader politico, il rex, che passò alla storia come il Re di Roma. In sostanza il popolo, attraverso i comitia eleggeva il rex, mentre i patres lo consigliavano durante il suo mandato.[17]

Le insegne del potere del re erano dodici littori recanti fasci dotati di asce, la sella curule, toga rossa, le scarpe rosse e il diadema bianco sul capo. Presupponendo che il sovrano avesse avuto i poteri che tradizionalmente sono attribuiti a questa figura, egli sarebbe stato: capo con potere esecutivo, comandante in capo dell'esercito, capo di Stato, pontefice massimo, legislatore e giudice supremo (alcuni studiosi moderni hanno ipotizzato che il potere supremo fosse del popolo e che il re fosse solo il capo esecutivo, mentre per altri il sovrano aveva il potere assoluto, mentre al Senato e al popolo non rimaneva che un ruolo secondario di controllo).Il re aveva inoltre funzioni sacrali, rappresentando Roma e il suo popolo di fronte agli dei. Come tale egli aveva il controllo sul calendario. Tali funzioni rimasero anche dopo la fine della monarchia nella figura del rex sacrorum.

## Religione
Secondo la tradizione, fu Numa Pompilio ad istituire i vari sacerdozi e a stabilire i riti e le cerimonie annuali. Tipica espressione dell'assunzione del fenomeno religioso da parte della comunità è il calendario, organizzato in maniera da dividere l'anno in giorni fasti e nefasti con l'indicazione delle varie feste e cerimonie sacre. La tradizione racconta che potrebbe essere stato Romolo ad istituirlo (costituito inizialmente da 10 mesi 6 di 30 giorni e 4 mesi di 31 giorni per un totale di 304 giorni mentre non esistevano ancora i primi due mesi dell'anno), anche se in realtà potrebbe essere stato il suo successore Numa Pompilio, questo è un argomento dibattuto dagli storici del tempo come Tito Livio o Dionigi di Alicarnasso o Plutarco in quanto alcuni affermano invece che era un calendario piuttosto disordinato e i mesi variavano da 20 giorni a 35 giorni.
La gestione dei riti religiosi era affidata ai vari collegi sacerdotali dell'antica Roma, i quali costituivano l'ossatura della complessa organizzazione religiosa romana.

## Diritto
L'originaria organizzazione sociale del Latium vetus fu incentrata sui pagi o villaggi, uniti da vincoli di sangue, interessi economici, politici, religiosi e militari. Intorno ad essi nacquero gruppi sociali complessi, le gentes, che assunsero il controllo dei villaggi, organizzati in strutture gentilizie. Da essi, con l'unione con la componente etrusca, nacquero i Quirites, parola di definizione sabina che indica i cittadini raggruppati in curiae (Comitia curiata), a loro volta, in numero di 10, inserite in una delle tre tribù dei Ramnes, Tities e Luceres. , i quali arruolavano l'esercito costituito da 3000 fanti(pedites) e 300 cavalieri(equites).
Questa forma di civiltà era estremamente elementare, con un'economia basata sulla pastorizia, dove la ricchezza privata era data da mandrie e greggi (pecunia, da pecus, bestiame) e agricoltura estensiva, mentre tutto il potere politico era nelle mani dei patres delle gentes, e di un rex da loro stessi nominato. Il rex divenne, pertanto, nella Roma arcaica, il supremo magistrato, eletto (ad esclusione di Romolo, re in virtù di fondatore della città) dai patres, i capifamiglia delle gentes originarie, per reggere e governare la città. Non esistono riferimenti riguardanti un principio ereditario nell'elezione dei primi quattro re latini. Di conseguenza gli storici antichi ritennero che i re fossero scelti dal Senato, tenendo conto delle loro virtù. Per gli storici antichi è difficile definire con precisione i poteri dei re, a cui attribuiscono funzioni uguali a quelle dei successivi consoli d'età repubblicani.
Quando un sovrano moriva, Roma entrava in un periodo chiamato interregnum. Il supremo potere dello Stato andava al Senato, che era responsabile di trovare un nuovo re e che si riuniva in assemblea, scegliendo uno dei suoi membri come interré per un periodo di cinque giorni col compito di nominare il nuovo sovrano di Roma. Terminato questo periodo, l'interré doveva scegliere un altro senatore per un altro periodo di cinque giorni col placet del Senato. Questo processo continuava fino alla nomina di un nuovo sovrano. Una volta che l'interré aveva trovato un candidato adatto a salire sul trono, lo sottoponeva all'esame del Senato e se questo lo approvava, l'interré riuniva i Comizi curiati, presiedendoli come presidente durante l'elezione. I Comizi potevano accettare ma anche respingere il candidato, che se veniva eletto entrava subito in carica. Prima, però, egli doveva ottenere anche il placet degli dei attraverso gli auspici e poi doveva riunire di nuovo i Comizi per ricevere da loro lʾimperium (solo per i re etruschi, coincidente col comando militare; i re latini avevano invece la potestas). In teoria era dunque il popolo romano a eleggere i loro capi, ma in realtà il Senato aveva un ruolo molto importante nel controllare questo processo.

## Esercito

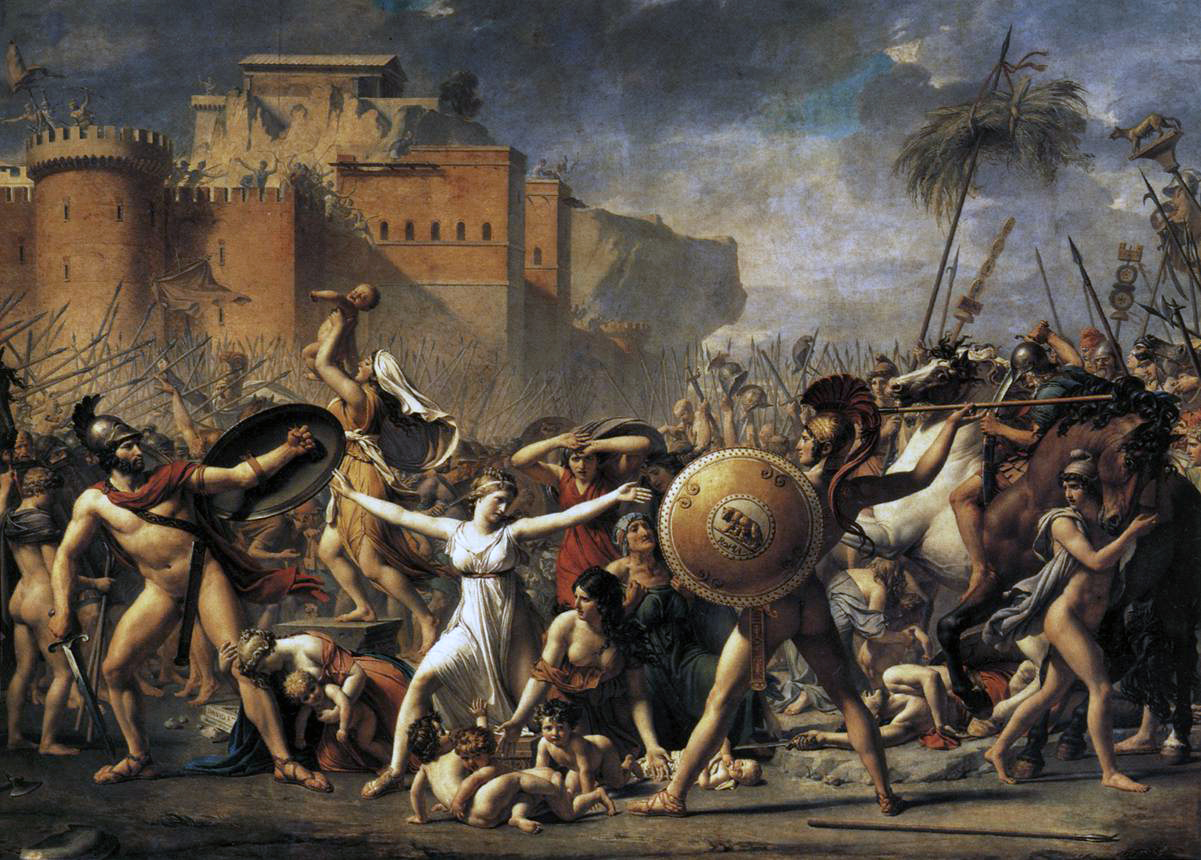
Il Ratto delle sabine (olio su tela di Jacques-Louis David, 1795-1798, Parigi, Museo del Louvre), prima guerra dei Romani.

Non si conosce con esattezza la struttura dell'esercito in questa fase: Mommsen riteneva che a quel tempo l'organizzazione militare di Roma fosse regolamentata delle "Leggi dell'[apocrifo] Re [V]Italus" ma, in generale, il contenuto di queste leggi è a noi totalmente sconosciuto, nonostante Aristotele vi faccia riferimento come ancora parzialmente in vigore, ai suoi tempi, presso alcune popolazioni dell'Italia.
Secondo la tradizione fu Romolo a creare, sull'esempio della falange greca, la legione romana. Egli iniziò a dividere la popolazione che era adatta alle armi, in contingenti militari. Ogni contingente militare era formato da 3.000 fanti e 300 cavalieri, scelti tra la popolazione, e che chiamò legione (latino: legio), una tradizione di cui gli studiosi riconoscono l'evidente carattere di arbitrarietà.
I 3.000 fanti (pedites) e 300 cavalieri (equites) erano arruolati dalle tre tribù che formavano la primitiva popolazione di Roma: i Tities, i Ramnes ed i Luceres. In epoca regia era formata da cittadini compresi tra i 17 ed i 46 anni, in grado di potersi permettere il costo dell'armamento.
La legione si disponeva su tre file, nella tipica formazione a falange, con la cavalleria ai lati. Ogni fila di 1.000 armati era comandata da un tribunus militum, mentre gli squadroni di cavalleria erano alle dipendenze dei tribuni celerum, mentre il Rex assumeva il comando dell'intero esercito ed a cui spettava, inoltre, il compito di scioglierlo al termine della campagna dell'anno.
Mommsen usa argomenti filologici e riferimenti a Livio e altri autori per suggerire che la gran massa dei fanti consisteva probabilmente di pilumni (lanciatori di pilum), con un numero più piccolo a servire forse come arquites (arcieri). La cavalleria era di molto inferiore in numero e consisteva probabilmente unicamente dei cittadini più ricchi della città. L'esercito conteneva forse anche le prime forme di carri, a cui sembra alludere il riferimento al termine flexuntes (o flexuntae: "carrettai, costruttori di carri") usato a volte per riferirsi alla cavalleria romana.
Ora sulla base dei recenti ritrovamenti archeologici si è potuto notare che il primo esercito romano, quello di epoca romulea, era costituito da fanti che avevano preso il modo di combattere e l'armamento dalla civiltà villanoviana della vicina Etruria. I guerrieri combattevano prevalentemente a piedi con lance, giavellotti, spade (con lame normalmente in bronzo, ed in rari casi in ferro, della lunghezza variabile tra i 33 ed i 56 cm), pugnali (con lame di lunghezza compresa tra i 25 ed i 41 cm) ed asce, mentre solo i più ricchi potevano permettersi un'armatura composta da elmo e corazza, gli altri una piccola protezione rettangolare sul petto, davanti al cuore, delle dimensioni di circa 15 x 22 cm. Gli scudi avevano dimensioni variabili (comprese tra i 50 ed i 97 cm) e di forma prevalentemente rotonda (i cosiddetti clipeus, abbandonati secondo Tito Livio attorno alla fine del V secolo a.C.) atti ad una miglior maneggevolezza. Plutarco racconta, inoltre, che una volta uniti tra loro, Romani e Sabini, Romolo introdusse gli scudi di tipo sabino, abbandonando il precedente di tipo argivo e modificando le precedenti armature.
Si dice però che Romolo, quando la città di Roma si ingrandì e si unirono i Sabini, abbia deciso di raddoppiare le sue truppe in: 6000 fanti e 600 cavalieri. E da ultimo sembra che Romolo costituì una guardia personale di trecento cavalieri chiamata Celeres (eliminata poi da Numa Pompilio), similmente a quanto fece oltre settecento anni più tardi Augusto con la creazione della guardia pretoriana a difesa del Princeps. E sempre Romolo sembra fu il primo ad aver distribuito personalmente ai soldati la terra conquistata in guerra.

## Economia
All'inizio dell'età del ferro (IX secolo a.C.) l'economia dei popoli dell'Italia centrale era basata quasi esclusivamente sui prodotti della pastorizia e dell'agricoltura. Allevamento ed agricoltura rappresentarono le attività economiche principali anche nel periodo arcaico o monarchico (dall'VIII al VI secolo a.C.) della storia di Roma antica. Si trattava di un'economia di sussistenza: la destinazione dei prodotti era, infatti, l'autoconsumo familiare o tribale. Roma, tuttavia, si sviluppò grazie alla sua posizione su un'area di frontiera, ovvero la via commerciale tra le città etrusche e le colonie greche della Campania lungo la direttrice nord-sud, e la "via del sale" (via Salaria) tra la foce del Tevere e le comunità sabine e umbro-sabelliche dell'Appennino centrale lungo la direttrice ovest-est.
Il Tevere costituiva nell'antichità la linea di demarcazione tra due aree con caratteristiche diverse, quella etrusca a nord del fiume e quella delle popolazioni latine a sud. Il sito dove nell'VIII secolo a.C. sorse Roma era economicamente strategico in quanto punto di incontro di vie commerciali che andavano in più direzioni. In particolare, fu il controllo dei traffici legati a un prodotto importante come il sale, proveniente dalle saline alla foce del Tevere, a costituire il primo impulso per lo sviluppo economico di Roma: il sale passava, infatti, dalla città per essere trasportato verso l'interno, nel territorio sabino, lungo il percorso della via Salaria, cioè "via del sale".

## Lingua
Il latino è una lingua indoeuropea appartenente al gruppo delle lingue latino-falische. Veniva parlata a Roma e nel Lazio almeno dagli inizi del I millennio a.C. Il latino acquistò grande importanza con l'espansione dello stato romano e in quanto lingua ufficiale dell'impero si radicò in gran parte dell'Europa e del Nordafrica.
Del latino arcaico (fino al III secolo a.C.) rimangono tracce in alcune citazioni degli autori e soprattutto in iscrizioni, che insieme alla comparazione con altre lingue affini consentono una ricostruzione di esso assai parziale. Solo frammenti restano anche dei testi letterari più antichi.

## Cultura

### Urbanistica

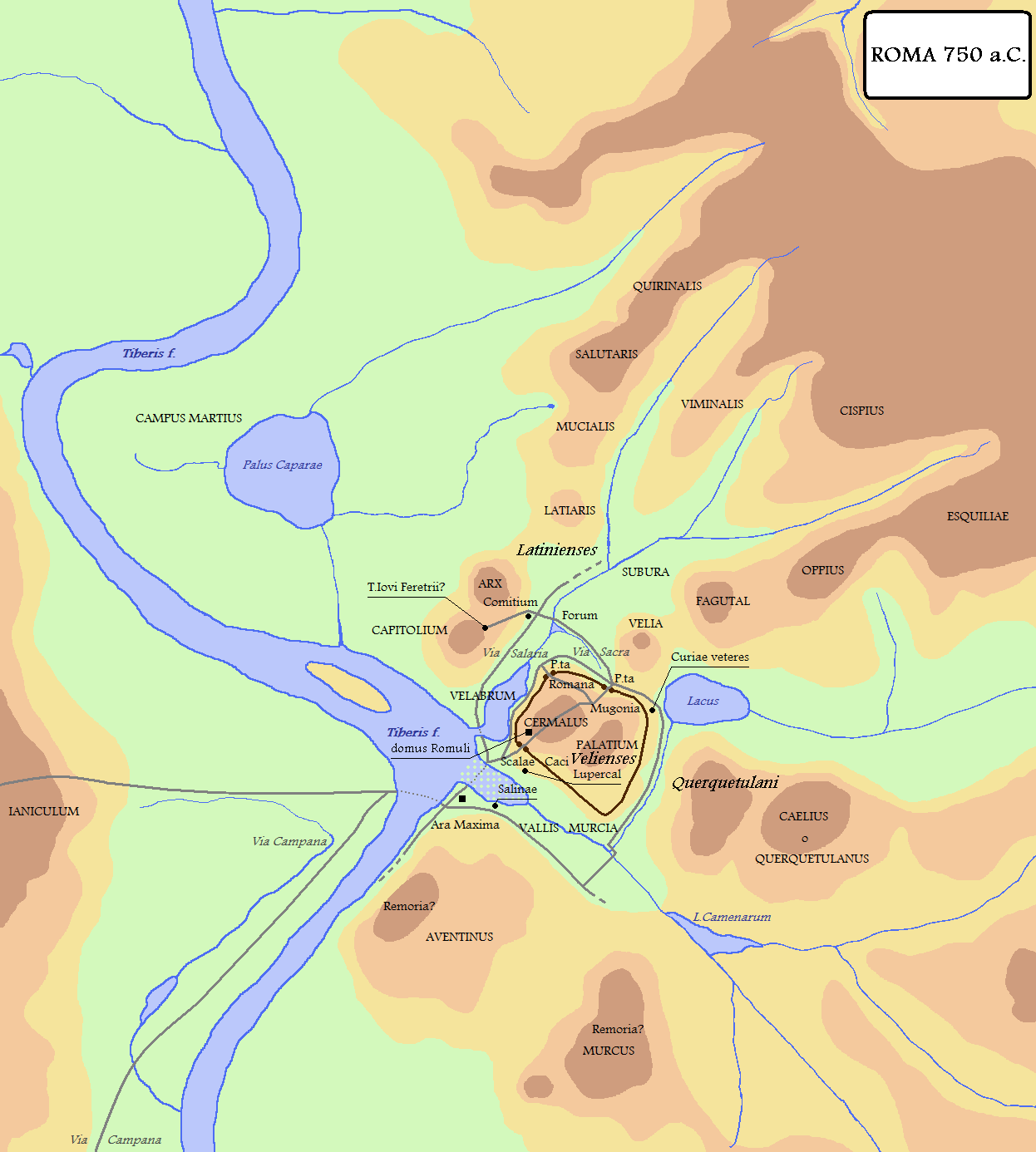
Roma nell'anno della sua fondazione, nel 753 a.C.

Secondo la leggenda, la città di Roma venne fondata il 21 aprile nell'anno 753 a.C. Alle origini della città ebbe grande importanza il guado sul Tevere, che costituì per molto tempo il confine tra Etruschi e Latini, nei pressi dell'Isola Tiberina, e l'approdo fluviale dell'Emporium, tra Palatino e Aventino. Nell'età protostorica e regia non si può ancora parlare di arte "romana" (cioè con caratteristiche proprie), ma solo di produzione artistica "a Roma", dalle caratteristiche italiche, con notevoli influssi etruschi.
Il leggendario solco tracciato da Romolo aveva probabilmente una funzione di pomerium e quindi di confine, ed è abbastanza verosimile, data l'antica conformazione del colle, che il primitivo muro ed il fossato che lo accompagnavano fossero stati realizzati solo sul lato tra il Germalo ed il Palatino, a difesa del lato più esposto, anche se il pomerium, per il suo significato di cinta sacrale, doveva certamente circondare tutto il centro abitato.
Una diversa spiegazione dell'aggettivo “quadrata” viene fornita da Festo e da Properzio, i quali suggeriscono che quadrato potesse essere il mondus, cioè quella fossa che veniva scavata al centro esatto del pomerium e riempita di tutti quegli oggetti sacrificali e beneauguranti che i sacerdoti utilizzavano durante la complessa cerimonia di inaugurazione della nuova città.
Il baluardo tra Germalo e Palatino è però poco più di una verosimile congettura, sulla base della presenza di un avvallamento, tra le due alture, un po' troppo accentuato. La Roma quadrata cui accennano alcuni autori classici comprendeva invece entrambe le alture, con l'esclusione del colle Velia. Tacito fornisce alcune indicazioni in merito al primitivo recinto della città, in base alle quali è possibile ipotizzare il seguente percorso, lungo circa un chilometro e mezzo: dalla basilica di Sant'Anastasia al Palatino, all'incirca all'incrocio tra le odierne via dei Cerchi e via di S. Teodoro, lungo il lato meridionale del Palatino fino alla chiesa di S. Gregorio, piegando poi verso l'Arco di Costantino, quindi verso l'Arco di Tito e la basilica di Santa Francesca Romana per ricongiungersi poi al tracciato dell'odierna via di San Teodoro e scendere per il Velabro fino alla Basilica di Sant'Anastasia al Palatino. Le estremità erano segnalate da altari: l'ara massima di Ercole invitto nel Foro Boario, l'ara di Conso nella valle del Circo Massimo, il santuario dei Lari ai piedi della Velia e le Curiae Veteres sull'angolo nord-orientale del Palatino. È abbastanza evidente che alcuni di questi tratti sfruttavano la naturale conformazione del colle e non necessitavano pertanto di alcun muro.
Un elemento di particolare rilievo nei ritrovamenti dell'area di S. Omobono è dato dal fatto che insieme ai reperti del XIV secolo sono stati ritrovati anche resti, di indubbia provenienza greca, risalenti all'VIII secolo, quindi esattamente coincidenti con l'epoca della fondazione di Roma. Tale circostanza è pertanto una conferma archeologica della realtà storica degli indizi che hanno poi contribuito a generare la tradizione mitologica sulle origini leggendarie della città. Diverse teorie e studi cercano di collegare questi reperti; si tratta di ritrovamenti in un'area molto ristretta e che attestano la presenza di abitati nella zona del Campidoglio, Foro, Palatino in un'età anche antecedente a quella che la tradizione tramanda come data di fondazione.
La tradizione che racconta che Roma fu fondata con un atto di volontà di Romolo, sembra avere un fondamento di verità soprattutto in seguito alla scoperta, ad opera dell'archeologo italiano Andrea Carandini, di un'antica cinta muraria (che potrebbe essere l'antico "muro di Romolo") costituita da un muro a scaglie di tufo, con alla sommità incastri e tracce di una palizzata e vallo risalente al 730 a.C., eretto sul Palatino nel versante volto verso la Velia dietro la basilica di Massenzio alla base nord-orientale del colle Palatino. Tale cinta muraria potrebbe essere la conferma del tradizionale racconto sulla fondazione di Roma ed è quasi contemporanea a una fibula di bronzo dell'VIII secolo, raffigurante un picchio che acceca Anchise, il padre di Enea, punendolo per essersi unito a Venere. Secondo lo storico Tacito, infatti, il "solco primigenio" tracciato da Romolo sul Palatino, primo nucleo urbano della futura città di Roma, avrebbe incluso l'Ara massima di Ercole invitto, monumento non solo già esistente attorno alla metà dell'VIII secolo a.C., ma costituente uno dei quattro angoli della città quadrata. E sempre Tacito aggiunge che il Campidoglio e la sottostante piana del Foro Romano furono aggiunti alla Roma quadrata da Tito Tazio..
Quest'ipotesi è stata ulteriormente confermata dalla scoperta nel 2005 di un grande palazzo ad architettura a capanna nell'area del tempio di Vesta che potrebbe essere il palazzo dei primi re di Roma. Muro, antico palazzo reale e primo tempio di Vesta fanno parte di un complesso architettonico risalente alla seconda metà dell'VIII secolo a.C. che sembra confermare l'esistenza di un progetto architettonico ben preciso già nella seconda metà dell'VIII secolo, data tradizionale della fondazione di Roma in questo periodo.
Un altro gruppo di studiosi non ritiene che Roma sia nata da un atto di fondazione, sul modello delle polis greche nel sud Italia ed in Sicilia, ma piuttosto che la fondazione della città storicamente debba attribuirsi ad un diffuso fenomeno di formazione dei centri urbani, presente in gran parte dell'Italia centrale, e che nella fattispecie comprenda un periodo di diversi secoli: dal XIV secolo al VII secolo a.C. La città si venne quindi formando attraverso un fenomeno di sinecismo durato vari secoli, che vide, in analogia a quanto accadeva in tutta l'Italia centrale, la progressiva riunione in un vero e proprio centro urbano degli insediamenti dispersi sui vari colli. In quest'epoca infatti i sepolcreti collocati negli spazi vuoti tra i primitivi villaggi furono abbandonati a favore di nuove necropoli poste all'esterno dell'area cittadina, in quanto tali spazi sono ora considerati parte integrante dello spazio urbano.
Ed è anche quello che verosimilmente può essere accaduto sul Palatino, che inizialmente era composto da vari nuclei abitativi indipendenti (Palatium e Cermalus) e che si concluse attorno alla metà dell'VIII secolo, corrispondente alla tradizionale data di fondazione del 753 a.C. Il Romolo della leggenda può essere stato, pertanto, il realizzatore della prima unificazione di questi nuclei in un'entità unica. Secondo il Carandini l'abitato proto-urbano del sito di Roma, copriva un'area di circa 204 ettari, di cui 139 si riferivano ai montes e 65 ai colles del cosiddetto Septimontium.
Nei due secoli successivi, tale processo di unificazione fu probabilmente accelerato dall'occupazione etrusca della città andando ad includere ora i famosi "sette colli". È vero infatti che, secondo la tradizione, sotto Tullo Ostilio fu aggiunto il colle Celio, mentre al tempo di Anco Marzio i colli Aventino e Gianicolo.

### Architettura

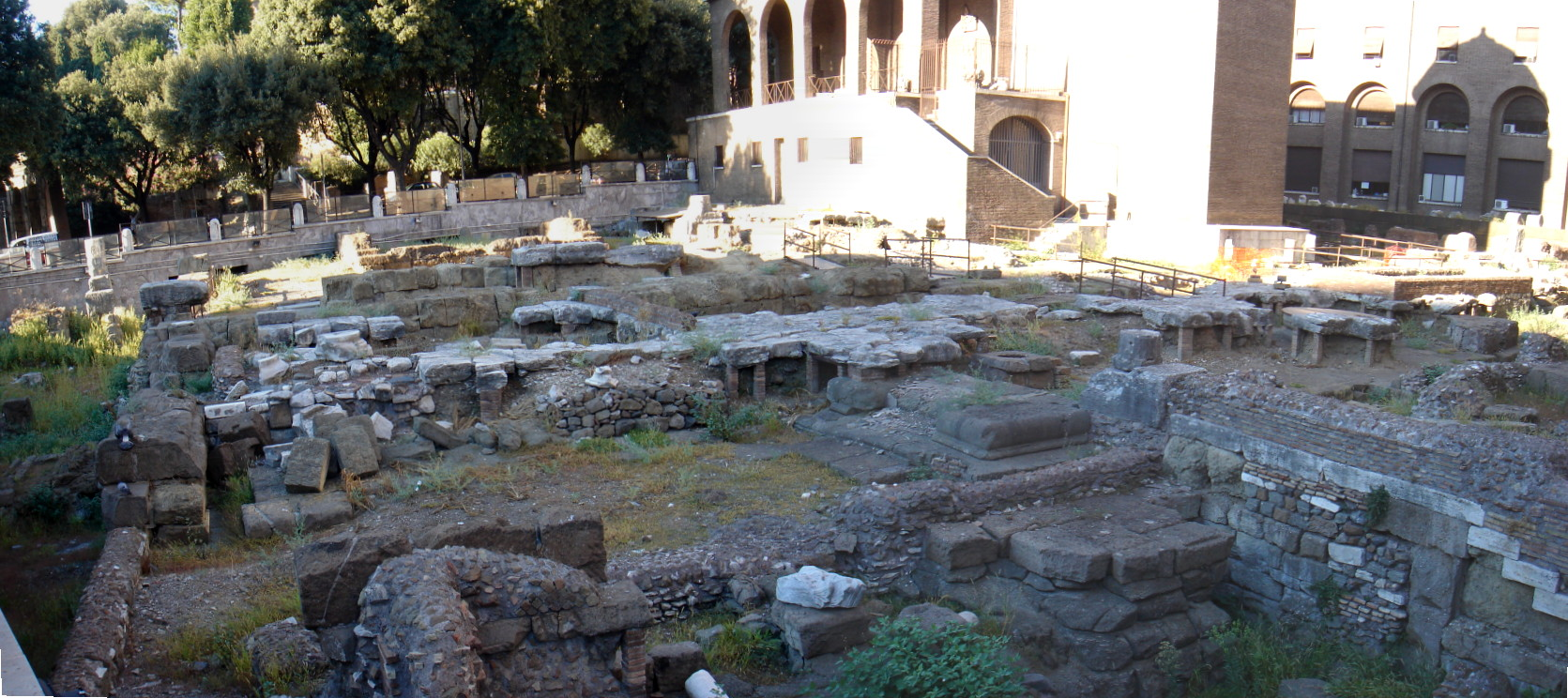
L'area "sacra" di Sant'Omobono.

Segni di capanne sul Palatino risalenti all'VIII secolo a.C.

Risalirebbe all'epoca di Romolo, la costruzione sul Campidoglio del Tempio di Giove Feretrio, dopo aver sconfitto in battaglia il capo dei Ceninensi, un certo Acrone, nel 752-751 a.C. come ricordano anche i Fasti triumphales. Fu il primo tempio costruito nell'antica Roma, dove il signum di Giove Feretrio era una pietra dura custodita al suo interno, che Andrea Carandini identifica con il lapis silex, probabilmente un'ascia preistorica che rappresentava la materializzazione di un fulmine, e con la quale si effettuava il sacrificio di una scrofa al termine della ovatio (dopo aver percorso in processione la Via Sacra, dalla Velia fino al Campidoglio, al di fuori del pomerium). E sempre a Romolo sarebbe da attribuirsi la costruzione del Tempio di Giove Statore presso il Foro romano.. Si racconta che al termine della battaglia del lago Curzio, Romani e Sabini decisero di collaborare, stipulando un trattato di pace, varando l'unione tra i due popoli, associando i due regni (quello di Romolo e Tito Tazio), lasciando che la città dove ora era trasferito tutto il potere decisionale continuasse a chiamarsi Roma. Il vicino lago, nei pressi dell'attuale Foro romano, fu chiamato in ricordo di quella battaglia e del comandante sabino scampato alla morte (Mevio Curzio), Lacus Curtius, mentre il luogo in cui si conclusero gli accordi tra le due popolazioni, fu chiamato appunto Comitium, che deriva da comite per esprimere l'azione di incontrarsi. Fu la zona di maggiore importanza politica del Foro e di Roma stessa dalla fine dell'età regia fino alla tarda età repubblicana, quando gran parte delle funzioni del Comizio passarono alla più ampia piazza del Foro e ad altri edifici che vi si affacciavano. Qui si teneva infatti l'assemblea più antica, quella dei comizi curiati.
Posto invece ai piedi dei vicini colli di Palatino e Campidoglio, il Vicus Iugarius congiungeva anticamente il Foro con il porto fluviale sul Tevere, al confine tra Foro Olitorio e Foro Boario. Nel secondo quarto del VI secolo a.C. sorsero sull'area, già occupata da capanne protostoriche, due templi arcaici gemelli, dei quali solo uno è stato possibile scavare (il secondo è sotto la chiesa). Dalle fonti sono stati indicati come i templi della Fortuna e della Mater Matuta. Le fonti collegano almeno il tempio della Fortuna a Servio Tullio, che intendeva celebrare con questo edificio la sua divinità protettrice, alla quale dedicò ben 26 templi a Roma, ciascuno con un'epiclesi diversa. Significativa fu la scelta del luogo: accanto al porto a voler sottolineare la crescente importanza commerciale di Roma. Anche la Mater Matuta era dopotutto una divinità legata alla navigazione (la "stella mattutina" che salvava dai naufragi e indicava la rotta, simile alla greca Inò), quindi popolare tra i marinari e mercanti stranieri che dovevano frequentare il porto. Gli scambi, che avvenivano tra romani, greci, etruschi, fenici e cartaginesi.
Il vicino Foro Boario era, quindi, un'area di mercato (emporio) della primitiva città, collocata nel punto in cui confluivano i percorsi che percorrevano la valle del Tevere e quelli tra Etruria e Campania, i quali in origine superavano il fiume in corrispondenza del guado dell'Isola Tiberina. Era frequentata da mercanti greci già all'epoca della fondazione della città, attorno alla metà dell'VIII secolo a.C. La riva del fiume costituiva il porto fluviale di Roma (portus Tiberinus), che come tutta l'area, aperta agli stranieri, era considerata esterna al perimetro della città e si trovava al di fuori delle mura più antiche. Vi aveva sede un antichissimo santuario, l'Ara massima di Ercole invitto, dedicato ad una divinità locale assimilata al Melqart fenicio e più tardi ad Ercole. Presso l'emporio, nei pressi dell'attraversamento del fiume, è stato scavato un tempio arcaico, nell'area di Sant'Omobono, risalente alla fine del VII-metà del VI secolo a.C., con resti di età appenninica che documentano una continuità di insediamento per tutta l'epoca regia.